# Samantha Stosur
Samantha Jane Stosur (Brisbane, 1984. március 30. –) ausztrál hivatásos teniszezőnő, nyolcszoros (egyéniben egy-, párosban négy- és vegyes párosban háromszoros) Grand Slam-tornagyőztes, párosban kétszeres év végi világbajnok (2005, 2006), négyszeres olimpikon, páros világelső.
1999–2023 közötti profi pályafutása során egyéniben kilenc, párosban huszonnyolc WTA-tornát nyert meg, emellett egyéniben négy, párosban 11 ITF-tornán végzett az első helyen. Legjobb egyéni világranglista-helyezése a 4. hely volt, míg párosban világelső volt 2006–2007-ben, amikor összesen 61 héten át állt a világranglista élén. Pályafutása legnagyobb sikerét 2011-ben érte el, amikor egyéniben megnyerte a US Opent. Párosban négyszeres Grand Slam-győztesnek mondhatja magát, mivel 2005-ben a US Opent, 2006-ban a Roland Garrost, 2019-ben az Australian Opent és 2021-ben ismét a US Opent nyerte meg, az első két alkalommal Lisa Raymonddal, míg a harmadik és negyedik győzelmét Csang Suaj oldalán szerezte. Vegyes párosban három Grand Slam-tornát nyert meg: 2005-ben az Australian Opent, 2008-ban és 2014-ben a wimbledoni teniszbajnokságot. 2005-ben és 2006-ban Lisa Raymond párjaként párosban megnyerte az év végi világbajnokságnak nevezett WTA Tour Championships tornát.
Ausztrália színeiben vett részt a 2004-es athéni olimpia egyéni és páros, 2008-as pekingi olimpia egyéni és páros, 2012-es londoni olimpia egyéni, páros és vegyes páros, valamint a 2016-os riói olimpia egyéni, páros és vegyes páros versenyein.
2003 óta tagja Ausztrália Fed-kupa-válogatottjának, amellyel 2014-ben az elődöntőbe jutott. 
2023 januárjában jelentette be, hogy véglegesen visszavonul a profi tenisztől.

## Pályafutása
Nyolcéves korában kezdett el teniszezni, amikor karácsonyra teniszütőt kapott ajándékba az egyik szomszédtól. Bátyjával, Daniellel órákon át teniszeztek a helyi teniszpályákon Adelaide-ben. Húga tehetségére is a testvére hívta fel a szülők figyelmét, akik teniszedzésekre íratták be Samanthát.

### Korai évek
1999-ben kezdte meg profi pályafutását, eleinte ausztráliai ITF-versenyeken vett részt. Első WTA-tornáján 2000-ben játszott, amikor szabadkártyával elindult az Australian Open selejtezőjében, de az első mérkőzésén kikapott. 2001-ben négy ITF-versenyt nyert meg (hármat Japánban, egyet Ausztráliában).
2002-ben szerepelt először WTA-torna főtábláján, amikor Gold Coaston és az Australian Openen is szabadkártyát kapott, de mindkétszer az első körben esett ki. Párosban viszont megnyert öt ITF-versenyt.
2003-ban nyert először WTA-tornán meccset, méghozzá úgy, hogy az Australian Openen a harmadik körig jutott el. Az első körben legyőzte a 31. kiemelt Conchita Martínezt, majd Vanessa Webbet is, végül a hetedik kiemelt Daniela Hantuchovától kapott ki. Wimbledonban is szabadkártyát kapott a főtáblára, de az első körben vereséget szenvedett Lindsay Davenporttól. Júliusban először szerepelt az ausztrál Fed-kupa-válogatottban.

### 2004
2004-ben Gold Coaston elérte addigi legjobb eredményét, mivel két kiemeltet is búcsúztatva bejutott az elődöntőbe, de ott három játszmában vereséget szenvedett az első kiemelt Szugijama Aitól. A következő hetekben Hobartban, majd az Australian Openen versenyzett, s mindkétszer a második fordulóban esett ki. Márciusban Acapulcóban a selejtezőből indulva a negyeddöntőig jutott, majd Indian Wellsben részt vett élete első Tier I-es tornáján is, ahol a selejtezőből a főtáblára jutva csak a harmadik körben esett ki Davenport ellen. Eredményeinek köszönhetően április 12-én bekerült a legjobb százba a világranglistán.
A Roland Garroson először szerepelt a főtáblán, de az első körben kikapott Anna-Lena Grönefeldtől. Birminghamben selejtezősként a főtáblára jutott, ott is megnyert két mérkőzést, a harmadik fordulóban azonban kikapott a 17 éves Marija Sarapovától. Wimbledonban az első körben búcsúzott, Vera Zvonarjovától szenvedett vereséget.
Részt vett a 2004-es olimpiai játékokon is, de egyesben és párosban is (Nicole Pratt-tel) az első körben kiesett. A US Openen első alkalommal volt főtáblás, s egy meccset sikerült nyernie. Ezt követően Baliban a második körig, Szöulban a negyeddöntőig, Tokióban pedig szintén a második fordulóig jutott. Év végén párosban bejutott első WTA-döntőjébe Québecben, de partnerével, a belga Els Callensszel elvesztették a finálét 7–5, 7–5-re a Gullickson–Salerni-párossal szemben.

### 2005
Stosur a 2005-ös szezont is Gold Coaston kezdte, ahol bekerült élete első egyéni WTA-döntőjébe. Ellenfele a svájci Patty Schnyder volt, akivel szemben az első szettet megnyerte, de a mérkőzést végül, két mérkőzéslabda hárítása után 1–6, 6–3, 7–5-re elvesztette. Ezután Sydney-ben lépett pályára, s ismét bejutott a döntőbe, de úgy, hogy a negyeddöntő előtt Lindsay Davenport, az elődöntő előtt pedig Jelena Gyementyjeva is visszalépett. A végső győzelmet azonban ezúttal sem tudta megszerezni, mert szoros mérkőzésen 6–7(5), 6–4, 7–5-re kikapott honfitársától, Alicia Moliktól. Bryanne Stewarttal az oldalán viszont ugyanezen a versenyen diadalmaskodni tudott párosban, de szintén visszalépések miatt se az elődöntőt, se a döntőt nem játszották le. Ezzel Stosur első páros döntőjét nyerte meg a WTA Touron. Eredményeinek köszönhetően január 17-én bekerült a legjobb ötvenbe (47.) az egyéni világranglistán.
Az Australian Open azonban egyéniben nem sikerült jól. Az első fordulóban éppen a világranglista második helyén álló Amélie Mauresmóval kellett játszania, akitől 6–2, 6–3-ra kikapott. Vegyes párosban viszont honfitársával, Scott Draperrel az oldalán megnyerte a versenyt, a döntőben a Liezel Huber–Kevin Ullyett-kettőst győzték le 6–2, 2–6, [10–6]-ra.
A Roland Garroson az első körben Juliana Fedakot verte 6–3, 6–3-ra, majd a második fordulóban kikapott a hazai pályán versenyző francia Nathalie Dechytől. Birminghamben az első körben megverte az olasz Antonella Serra Zanettit, majd a selejtezős Evie Dominikovicot is felülmúlta. Az első kiemelt Marija Sarapovával viszont nem bírt el a harmadik körben, s bár nagyon jól játszott, a második szettet pedig megnyerte, végül 6–3, 3–6, 6–1-re kikapott.
Wimbledonban egyeseben már az első körben vereséget szenvedett Michaela Paštikovátől, párosban viszont Bryanne Stewarttal az elődöntőig jutottak. Wimbledon után páros társat váltott, összeállt az amerikai Lisa Raymonddal, s ez pályafutása egyik legjobb döntésének bizonyult. Csak 2005-ben összesen öt WTA-tornát nyertek meg együtt, beleértve a US Opent és az év végi világbajnokságot is.
Egyéniben már kevésbé volt sikeres Stosur, a US Openen az első fordulóban kikapott a kínai Szun Tien-tientől 6–3, 7–6(4)-ra. Moszkvában a selejtezőből sikerült feljutnia a főtáblára, ahol előbb 6–3, 6–2-re legyőzte a 7. kiemelt honfitársát, Alicia Molikot, majd a második fordulóban három szettben kikapott az orosz Gyinara Szafinától. A belgiumi Hasseltben az első két körben legyőzte Nuria Llagostera Vivest és Kirsten Flipkenst, majd a harmadik fordulóban 6–3, 6–2-re kikapott a harmadik kiemelt Francesca Schiavonétól. Ősszel ezek voltak a legjobb eredményei, a többi tornán nem tudott mérkőzést nyerni. Év végén az egyéni világranglistán a 46. helyen végzett, míg a párosok között a 2. helyen zárt.

### 2006
Az Australian Openen az első körben Séverine Brémond-t, a másodikban a 21. kiemelt Ana Ivanovićot búcsúztatta két játszmában, a harmadikban pedig Sybille Bammert győzte le három szettben. Ezt követően viszont 6–1, 7–6(8)-ra kikapott a nemrégiben visszatérő, szabadkártyával induló Martina Hingistől, pedig a második szett rövidítésében 5–2-re is vezetett. Raymonddal párosban bekerültek a döntőbe, de a kínai Jen Ce és Cseng Csie erősebbnek bizonyultak náluk, és megnyerték a döntőt.
Tokióban egyéniben a negyeddöntőben ért véget számára a verseny, Marija Sarapovától kapott ki. Párosban azonban Raymonddal megnyerte a tornát, aminek köszönhetően február 6-án a páros világranglista élére került. Ezt követően további három egymást követő tornán győztek még: Memphisben, Indian Wellsben és Miamiban sem találtalk legyőzőre.
A salakos szezonban Stosur Prágában nyújtotta legjobb teljesítményét egyéniben, mivel bejutott a fináléba. Harmadik WTA-döntőjét sem sikerült megnyernie azonban, mivel 4–6, 6–2, 6–1-re kikapott az izraeli Sahar Peértől. Párosban Raymonddal újabb két tornát nyertek meg, előbb Charlestonban, majd a Roland Garroson. Utóbbi versenyen egyéniben már az első körben búcsúzott, miután vereséget szenvedett a 19. kiemelt Ana Ivanovićtól.
A füves szezon sem egyesben, sem párosban nem sikerült jól. Wimbledonban egyéniben az első fordulóban előbb 7–5, 6–3-ra legyőzte a holland Michaëlla Krajiceket, de aztán két szettben kikapott a világelső, későbbi győztes Amélie Mauresmótól. Párosban a harmadik fordulóban estek ki.
A US Open előtti kemény pályás tornák közül New Havenben érte el a legjobb eredményét Stosur, itt az elődöntőig jutott, ám 7–6(3), 7–6(7)-ra kikapott Lindsay Davenporttól. A tornát követő héten először került be a legjobb harminc (30.) közé az egyéni világranglistán. A US Openen egyéniben az első körben búcsúzott, Lucie Šafářovától kapott ki két szettben. Párosban az elődöntőig jutottak.
Az év hátralévő részében egyéniben a legjobb eredménye egy negyeddöntő volt Linzben, ahol a 2. kiemelt Nagyja Petrova győzte le őt két szettben. Párosban még négy tornán sikerült megszereznie Raymonddal a végső győzelmet: Stuttgartban, Linzben, Hasseltben, végül pedig a Madridban rendezett év végi világbajnokságon. Kiváló szezonjuknak köszönhetően Stosur és Raymond a páros világranglista élén zárta szezont. Egyéniben év végére a 29. helyet érte el.

### 2007
Stosur az évet Brisbaneben kezdte, ahol rögtön az elődöntőig jutott, ám azt elbukta a 2. kiemelt Gyinara Szafinával szemben. Sydney-ben az első körben megverte Vera Zvonarjovát, de a második körben kikapott a szerb Jelena Jankovićtól két szettben.
Az Australian Openen az első fordulóban selejtezős ellenfelét 6–3, 6–1-re verte meg, majd a második fordulóban Jelena Kostanić Tošićtól kapott ki három játszmában. Tokióban és Memphisben az elődöntőig jutott el, ám először Martina Hingistől kapott ki, másodszor pedig Ioana Raluca Olaru búcsúztatta őt a versenytől.
A Roland Garros első fordulóját sikeresen megvívta Jamea Jacksonnal szemben, majd a második körben le tudta győzni az orosz Kirilenkot. A harmadik kanyarban Nicole Vaidišová 6–4, 6–4-es arányban megnyerte a meccset, így Stosur búcsúzott a tornától.
A Francia Nyílt Teniszbajnokság után már voltak tünetei a Lyme-kórnak, ám ezt csak hónapokkal később diagnosztizálták az orvosok. A kórt egy kullancscsípés továbbfejlett fertőzése okozta. Ezután a formája is egyre rosszabb lett.
Londonban, Wimbledonban az első meccsét meg tudta nyerni, de a második fordulóban Milagros Sequera 6–2, 5–7, 6–4-es arányban búcsúztatta az ausztrált. Nagyon sok amerikai keménypályás versenytől visszalépett, és már csak két versenyen vett részt az évben. Ezek közül az egyik a Pilot Pen Tennis volt, ahol az első körben kiejtette őt Szávay Ágnes, a másik pedig a US Open volt, ahol a 29. helyen emelték ki, de szintén az első körben búcsúztatták.
Lisa Raymonddal meg tudták védeni a címüket a Toray Pan Pacific Openen, Indian Wellsben, és Miamiban, a Miami Mastersen. Májusban a Qatar Telecom German Open döntőjében is győzni tudtak a Garbin–Vinci-páros ellen.

### 2008
Betegsége miatt a 2008-as évet csak májusban kezdte el, s ekkoriban döntött úgy, hogy a páros helyett inkább az egyénire fog koncentrálni. Rómában a második körben búcsúztatta őt Venus Williams. A Roland Garroson is a második körben verte őt meg Petra Kvitová, miután Stosur a 17. kiemelt Sahar Peért búcsúztatta az első fordulóban.
Az AEGON Internationalon elődöntőbe jutott, miután megverte az első körben Katie O’Brient, a második fordulóban Amélie Mauresmo feladta a küzdelmet sérülésre hivatkozva, a harmadik körben felülmúlva Caroline Wozniackit. Az elődöntőben viszont a 8. kiemelt Nagyja Petrova győzte őt le 6–3, 6–3-ra. Wimbledonban ismét a második körben esett ki, miután a 18. kiemelt Nicole Vaidišová három szettben kiejtette Stosurt.
A 2008. évi nyári olimpiai játékokon a második fordulóban a 4. kiemelt Serena Williams múlta őt felül. A US Openen a másik Williams, Venus verte őt meg az első körben.
A Hansol Korea Openen az első körben kiejtette a 7. kiemelt Marina Erakovićot, majd a második fordulóban kemény háromszettes mérkőzést nyert meg Sabine Lisickivel szemben. A harmadik körben Jekatyerina Makarovát verte 6–3, 6–4-re, majd az amerikai Jill Craybas ellen sima 6–0, 6–1-gyel jutott tovább a döntőbe, ahol az 1. kiemelt Marija Kirilenko szetthátrányból megfordítva megnyerte a tornát.
Év végére 110 helyet előreugorva az 52. helyezést érte el a júniusi világranglistás helyezéséhez képest.
Páros mérkőzést is a Rome Mastersen játszott először, de ott a második körben búcsúztak. A Roland Garroson is hamar, a 3. körben búcsúzott a páros. Wimbledonban viszont elért a döntőig a női páros és vegyes páros versenyszámokban egyaránt. A döntőben a Serena Williams–Venus Williams-párostól kikaptak, úgy, hogy a két Williams nem sokkal előbb fejezte be az egymás elleni egyes döntőt. A vegyes páros mezőnyében (Bob Bryannel az oldalán) nem találtak legyőzőre az egész versenyen, így a döntőt is megnyerték a Katarina Srebotnik–Mike Bryan-kettős legyőzésével.
Az Olimpián a második körben búcsúzott a Stosur-Stubbs ausztrál páros, miután a spanyol duó (Medina Garrigues és Ruano Pascual, a későbbi ezüstérmesek) 4–6, 6–4, 6–4-re megnyerték a mérkőzést.
A US Open vegyes páros versenyén a 2. körben esett ki a Stosur–Bhúpati-páros, miután Rennae Stubbs és Robert Lindstedt legyőzte őket. A női páros mezőnyében a Stosur–Raymond-páros a döntőben kapott ki a Black–Huber-kettőstől, amelyik a torna legmagasabban kiemelt duója volt.

### 2009
A 9. kiemelt Szugijama Ai kiejtése után ő is búcsúzott Brisbane-ben. Sydney-ben az első körben az 1. kiemelt Serena Williamset kapta, aki ellen az első szettet megnyerte, sőt a másodikban három meccslabdája is volt, ám ezeket nem tudta kihasználni, így a döntő szettben 7–5-re elveszítette a mérkőzést.
Az Australian Openen az első meccsén legyőzte Klára Zakopalovát, majd Sabine Lisickit is búcsúztatta a versenytől, végül a 3. körben Jelena Gyementyjeva 7–6, 6–4-es eredménnyel kiejtette a hazai pályán játszót Stosurt. Párjával Rennae Stubbsszal az oldalán az első körben kiejtették a Gajdošová–Kanepi-párost, majd az Agnieszka Radwańska-Urszula Radwańska duót is kiejtették a második fordulóban, végül a későbbi győztes Williams testvérektől kaptak ki a 3. körben.
Az Sony Ericsson Open mérkőzésein először Sofia Arvidssont győzte le, majd a 27. kiemelt Sybille Bammert is kiejtette, a harmadik fordulóban a 2. kiemelt Gyinara Szafina legyőzésével lépett tovább, pedig ha Szafina legyőzte volna Stosurt, már a torna után ő lett volna a világelső. Utána megverte a 20. kiemelt Amélie Mauresmót, majd végül a negyeddöntőben kapott ki Viktorija Azarenkától két sima szettben, 6–1, 6–0-ra.
A Roland Garroson kiejtette az olasz Francesca Schiavonet, a második kanyarban felülmúlta Yanina Wickmayert, a 3. fordulóban legyőzte a torna 4. kiemelt Jelena Gyementyjevát. A negyedik fordulóban két sima szettben búcsúztatta a hazai Virginie Razzanót, majd a negyeddöntőben Sorana Cîrsteát is könnyű két szettben ejtette ki. Életében először játszott egyéniben Grand Slamen elődöntőt, de ott Szvetlana Kuznyecova, a későbbi győztes állította meg a menetelést, miután 6–4, 6–7, 6–3-ra megnyerte a meccset.
A Roland Garroson elért eredménye után Stosur bekerült a világranglistán a top 20-ba. 29. kiemeltként vett részt a wimbledoni tornán, ahol az első fordulóban kemény csatában legyőzte Bethanie Mattek-Sandsot, majd a második kanyarban a selejtezős Tatjana Maleket verte meg szetthátrányból fordítva 4–6, 7–6, 6–4-re. A harmadik fordulóban a 13. kiemelt Ana Ivanović két sima szettben búcsúztatta Stosurt az egyéni versenytől. Párosban Rennae Stubbs oldalán az elődöntőben a 2. kiemelt Anabel Medina Garrigues-Virginia Ruano Pascual kettős győzték le mint 3. kiemelt páros, viszont a döntőben a 4. kiemelt Williams duó két nagyon szoros szettben végül megnyerte a tornát.
A stanfordi tornát a 6. kiemelt Dominika Cibulková legyőzésével kezdte, majd a második fordulóban búcsúztatta a román Monica Niculescut 6–1, 7–5-re. Az elődöntőbe jutásért a világranglista 2. helyezettjét, Serena Williamset verte meg, aki ráadásul a torna 1. kiemeltjeként lépett pályára. Az elődöntőben kikapott a későbbi bajnok, 8. kiemelt Marion Bartolitól három szettben. A következő tornán, Los Angelesben, 16. kiemeltként az első két körben magabiztosan verte Monica Niculescut és Marija Kirilenkót, majd a harmadik körben felülmúlta a 6. kiemelt Ana Ivanovićot. A következő körben a 14. kiemelt Cseng Csiét búcsúztatta a versenytől, majd az elődöntőben kiejtette a második román ellenfelét a versenyről (Sorana Cîrsteát 6–3, 6–2-re verte). Az ötödik WTA-döntőjében kikapott a 10. kiemelt Flavia Pennettától.
Ezekkel az eredményekkel a háta mögött a 15. helyen emelték ki a US Openre, ám ott a második körben a szabadkártyás Vania Kingtől kikapott, így búcsúzott a tornától. Stubbs-al a 3. helyen voltak kiemelve a páros versenyen. A döntőbe szettveszteség nélkül kerültek be, majd ott is megnyerték az első szettet, de végül a kétnapos esőszünet után Cara Black és Liezel Huber meg tudták fordítani a mérkőzés állását.
Az oszakai HP Openen a 3. kiemeltként egészen a döntőig eljutott, olyan játékosokat megverve, mint Jill Craybas és Caroline Wozniacki. A döntőben alig egy óra alatt győzte le Francesca Schiavonét, megszerezve élete első tornagyőzelmét a WTA Touron.

### 2010
A 2009-es sikerek után Stosur úgy döntött, hogy jobban fókuszál az egyéni pályafutására, és a páros karrierjét háttérbe szorítja, csak a fontosabb tornákon játszva azt. Így Rennae Stubbs-al szétváltak az útjaik, és Stosur ezek után Nagyja Petrovával folytatta a páros játékot.
Stosur a hazai Australian Openen a 13. kiemelt volt, így az első körben egy selejtezős ellenfelet kapott, Han Hszin-jün személyében. A meccs nehézkes, háromszettes Stosur győzelemmel ért véget, miután a kínai teniszező a második szettet 6–3-ra nyerte. A második körben 7–5, 6–3-as győzelemmel búcsúztatta Kristina Barroist, majd a harmadikban Alberta Brianti sem tudta őt legyőzni. A 4. körben az 1. kiemelt Serena Williams-el meccselt, de a későbbi tornagyőztes két szettben legyőzte a hazai játékost. A vereség ellenére Stosur feljebb került a világranglistán, egészen a 11. helyet elérve.
Petrovával az Australian Openen az 5. helyen voltak kiemelve, de a szintén ausztrál-orosz Rodionova–Dusevina-párostól az első fordulóban kaptak ki.
Indian Wellsben az első körben nem kellett pályára lépnie, mivel 8. kiemelt volt a tornán. A második fordulóban Julie Coint verte meg, utána pedig a 25. kiemelt Anasztaszija Pavljucsenkovát múlta felül két sima szettben. Ezek után legyőzte a címvédő Vera Zvonarjovát, majd María José Martínez Sánchez sem tudta őt megállítani. Stosur először ért el az elődöntőig ezen a tornán, viszont miután a 6. helyen kiemelt, későbbi győztes Jelena Janković két szettben legyőzte őt, kiesett. A vereség után Stosur a 10. helyre jött fel a világranglistán, és ezzel ő volt a harmadik ausztrál teniszezőnő (Jelena Dokić és Alicia Molik után), aki be tudott férkőzni a legjobb 10-be. Párosban a döntőben kaptak ki a Květa Peschke–Katarina Srebotnik-párostól 6–4, 2–6, 10–5-re.
A Sony Ericsson Openen az első két háromszettes mérkőzését megnyerve (Virginie Razzanót és Carla Suárez Navarrót felülmúlva a hosszú mérkőzéseken) ismét Janković-tyal játszott, ám ez alkalommal meg tudta verni. A menetelése viszont ezután megakadt, mivel Kim Clijsters búcsúztatta őt. Párosban ismét elérkeztek a döntőbe, de a Dulko-Pennetta duó megverte őket, így egymás után a második döntőjét vesztette el a Stosur–Petrova-kettős.
A salakos szezon kezdetén Charlestonban, a Family Circle Cupon Stosur 5 meccset nyert egyhuzamban, így övé lett a győzelem, miután a döntőben legyőzte Vera Zvonarjovát 6–0, 6–3-ra. Stosurnak ez volt a ötödik egymás utáni győzelme az orosz játékos felett. Ő volt az első, és eddig az egyetlen ausztrál női teniszező, aki megnyerte a tornát.
Stosur ezek után a Porsche Tennis Grand Prix-n vett részt, ahol szintén végigverte a mezőnyt (legyőzte Marion Bartolit, Alexandra Dulgherut, Na Lit, Anna Lapuscsenkovát), de a döntőben a korábbi világranglista-vezető, Justine Henin megállította az ausztrál menetelést. A Mutua Madrilena Madrid Openen nem jutott el a döntőig, ugyanis Gisela Dulko, María José Martínez Sánchez és Patty Schnyder kétszettes legyőzése után, a negyeddöntőben Venus Williams verte őt meg.
A sikeres salakszezon tovább folytatódott a Roland Garroson, ahol Simona Halepet verte az első fordulóban, majd Rossana de los Ríost is felülmúlta a másodikban. Harmadik ellenfelét, a selejtezős Pivovarovát sima két szettben verte meg, hogy a negyedik körben óriási harcban, szetthátrányból legyőzze a 22. kiemelt Justine Henint, aki ezelőtt négyszer is tudott diadalmaskodni a tornán. Ezután, a negyeddöntőben a 6–2-re megnyert első játszma után Serena Williams tie-breakban egyenlített, majd az amerikainak meccslabdája is volt a 3. szettben 5–4-nél, de azt nem tudta kihasználni, és Stosur 8–6-ra megnyerte a döntőszettet. Jelena Jankovićot 6–1, 6–2-re verte az elődöntőben, így Wendy Turnbull után ő volt az első ausztrál, aki be tudott kerülni Grand Slam–torna döntőjébe. A döntő egyértelmű esélyese volt, miután három volt világelsőt is sikerült megvernie a döntőbe jutásért, de végül Francesca Schiavone 6–4, 7–6-ra legyőzte Stosurt.
Wimbledon előtt egy héttel az AEGON Internationalon játszott, ahol az elődöntőig jutott el, de ott Jekatyerina Makarova felülmúlta az ausztrált. Majd egy héttel később 3 meccspontot is mentett, de végül mégis kiesett az első fordulóban Kaia Kanepivel szemben. Schiavone is az első körben búcsúzott Wimbledontól, így ők ketten lettek először olyan teniszezők, akik miután döntőt játszottak a Roland Garroson, kiestek az első körben Wimbledonban. Stosur annak ellenére, hogy az első mérkőzésen kiesett, feljutott a világranglista 5. helyére, megelőzve Jelena Gyementyjevát, aki visszamondta a tornát sérülés miatt. Párosban a 3. körben búcsúztak, miután a King–Svedova-kettős kiejtette őket. Vegyes páros partnerével, Nenad Zimonjićcsal az oldalán szintén a harmadik körben búcsúztak, miután a belga páros, Xavier Malisse és Kim Clijsters, legyőzte őket 6–4, 7–6(4)-re.
A Bank of the West Classicon 1. kiemeltként az első fordulóban nem kellett pályára lépnia, majd a másodikban sem volt nehéz dolga. Christina McHale legyőzősével a negyeddöntőbe került, ahol Yanina Wickmayert múlta felül. Az elődöntőben azzal az Azarenkával játszott, aki ellen három meccsen még szettet sem tudott nyerni, így Viktorija Azaranka ezt az elődöntőt is behúzta 6–2, 6–3-ra. A Mercury Insurance Openen a 2. kiemelt volt, de itt sem lépett pályára az első körben. A másodikban Melanie Oudint verte 6–4, 6–4-re. Ahogy Viktorija Azaranka, úgy Flavia Pennetta ellen sem nyert még szettet Stosur, és ez a sorozat folytatódott, az olasz megnyerte a meccset két sima szettben.
A Cincinnati Masterstől és a Rogers Cuptól vállsérülés miatt visszalépett, így a következő tornája a Pilot Pen Tennis volt. 2. kiemeltként megint pihent az eső fordulós meccs helyett, majd a 2. kanyarban Sara Erranit verte meg három szettben, 4 meccslabdát hárítva. A negyeddöntőben páros társa, Nagyja Petrova 6–2, 6–1-gyel búcsúztatta Stosurt a versenytől.
Ötödik kiemeltként a US Openen Jelena Vesznyinát verte meg szetthátrányból, utána pedig legyőzte honfitását, Anastasia Rodionovát is. 6–2, 6–3-as sikerrel búcsúztatta az olasz Sara Erranit, majd háromszettes meccsen búcsúztatta a 12. kiemelt Jelena Gyementyjevát. Gyementyjevát legyőzve először jutott be a US Open negyeddöntőjébe. Stosur Kim Clijstersszel játszott, és miután az első szettet elvesztette 6–4-re, a másodikban 7–5-tel egyenlített. A harmadik szettben breakelőnnyel vezetett, végül elvesztette saját adogatását, és Clijsters behúzta a meccset 6–3-ra.
Ezután Oszakába utazott, hogy a HP Openen megvédje címét. Első fordulós meccsét mindössze 55 perc alatt nyerte meg a szabadkártyás japán Isizu Szacsie ellen. Ezután ismét egy hazai játékossal, Namigata Dzsunrival játszott, és ugyanolyan eredménnyel mint ahogy előző ellenfelét verte 6–0, 6–3-ra, ezt a meccset is ilyen arányban húzta be. A negyeddöntőben ismét japán ellenfelet kapott, a veteránnak számító Krumm Date Kimikót, ám ez alkalommal a japán közönség örülhetett a végén, mivel Stosur búcsúzott a versenytől. A meccset szettelőnyből bukta el az ausztrál.
A japán verseny után a WTA Tour Championshipsen szerepelt, ahol az ötödik kiemelt volt. A barna csoportban szerepelt a világelső Caroline Wozniackival, világranglista 6. Francesca Schiavoneval és a világranglista 9. helyezettjével, Jelena Gyementyjevával. Az első meccsén 6–4, 6–4-es győzelemmel bosszút állt Francesca Schiavonen, amiért megverte őt a Roland Garros döntőjében. A második mérkőzésén ismét könnyed sikert aratott a világelső Caroline Wozniacki legyőzősével, amivel bebiztosította a helyét az elődöntőben. A harmadik meccsen, ami számára már nem bírt különösebb fontossággal, kikapott Gyementyjevától 6–4, 4–6, 6–7-re. Első helyen végzett csoportjában, és így a másik csoport 2. helyezettjét kapta ellenfeléül, aki nem más volt, mint a US Open győztes Kim Clijsters. Kim Clijsters 7–6, 6–1-es eredménnyel ütötte ki Stosurt, így az ausztrál az elődöntőben vérzett el.
Az év végét a 6. helyen zárta 4982 ponttal, mindössze 3 ponttal lemaradva a világranglista 5. helyezett Venus Williams mögött, akinek 4985 pontja volt év végén. Ehhez hozzájár az is, hogy 2010-ben ő volt az egyetlen játékos aki mindkét világelsőt le tudta győzni (Serena Williamset a Roland Garroson verte meg, Wozniackit pedig a világbajnokságon győzte le). Év végére neki volt a legjobb mutatója a második adogatásból megnyert pontok után.

### 2011
Az év elején Brisbane-ben és Sydney-ben egyaránt a második körben esett ki, egyszer Jarmila Gajdošová verte őt el, a másik alkalommal pedig Szvetlana Kuznyecova állította meg. Az Australian Open első meccsén könnyen legyőzte a világranglista 443. helyezett, amerikai Lauren Davist 6–1, 6–1-es arányban, majd a második körben is diadalmaskodott Vera Dusevina felett. A harmadik fordulóban viszont a 25. kiemelt Petra Kvitová 7–6(5), 6–3-ra legyőzte a hazai pályán játszó Stosurt.
A Dubai Duty Free Tennis Championshipsen verte Sara Erranit, majd Patty Schnydert is, végül a negyeddöntőben Jelena Janković múlta őt felül. Az itt elért eredményeknek köszönhetően Stosur új világranglistás helyezésnek örülhetett (ekkor a világranglista 4. helyét foglalta el). Az BNP Paribas Openen és a Sony Ericsson Openen is egy orosz teniszező (Gyinara Szafina a második, Marija Sarapova a harmadik körben) állította meg Stosurt. A Family Circle Cupon címvédőként szerepelt, de Vera Dusevina, egy újabb orosz teniszező búcsúztatta őt a versenytől a harmadik körben.
Stuttgartban, a Porsche Tennis Grand Prix-n a második fordulóban María José Martínez Sánchezt verte, majd Daniela Hantuchovát is kiejtette, a negyeddöntőben pedig óriási küzdelemben, szetthátrányból megfordított meccsen diadalmaskodott az orosz Vera Zvonarjova felett. A Zvonarjova elleni győzelme volt a 2011-es évben az első top 10-es játékos elleni győzelme. Az elődöntőt viszont elbukta a későbbi győztes Julia Görges ellen 4–6, 6–3, 5–7-re. Sabine Lisicki oldalán ugyanezen a versenyen diadalmaskodni tudtak, a döntőben a hazai párost, Kristina Barroist és Jasmin Wöhrt legyőzve. A Mutua Madrilena Madrid Openen szintén címvédőként játszott, ám a harmadik körben Anasztaszija Pavljucsenkova legyőzte őt 7–6, 6–3-ra.
A Internazionali BNL d'Italian a második körben Iveta Benešovát verte meg, utána a selejtezős Polona Hercogot búcsúztatta, végül a negyeddöntőben a 2. kiemelt Francesca Schiavonét is le tudta győzni két szettben. Az elődöntőben a 4. kiemelt Li Nát verte 7–6, 6–0-ra, a döntőben viszont alulmaradt a hetedik kiemelt Marija Sarapovával szemben.
A Roland Garroson sem sikerült a szereplése, a harmadik körben búcsúzott, így nem tudta megvédeni a 2010-ben megszerzett pontjait, amit a döntőbe jutásért kapott. Az első körben még magabiztosan verte Iveta Benešovát, majd a második körben Simona Halepet is kiejtette 6–0, 6–2-vel. Gisela Dulko viszont nagy falatnak számított a korántsem élete formájában játszó ausztrálnak, így az argentin 6–4, 1–6, 6–3-ra legyőzte az előző évi döntőst. A sikertelenségnek köszönhetően Stosur a 4. helyről 6 helyet visszaesve a 10. helyen állt.
Az AEGON Internationalon két szettben megverte Nagyja Petrovát és Bojana Jovanovskit, majd az 1. kiemelt ellen szetthátrányból fordítva újra legyőzte Vera Zvonarjovát, végül Marion Bartoli, a későbbi győztes állította őt meg az elődöntőben. Wimbledonban idő előtt búcsúzott, Czink Melinda óriási meglepetésre 6–3, 6–4-gyel kiejtette a 10. kiemelt Stosurt. Párosban Sabine Lisickivel viszont elértek egészen a döntőig, ám a Květa Peschke–Katarina Srebotnik-duó erősebbek bizonyult.
Wimbledon után majdnem egy hónapos kihagyás után lépett újra pályára Stanfordban, ahol 4. kiemelt volt, és erőnyerő az első fordulóban. A másodikban páros társától, Sabine Lisickitől kapott ki 3–6, 5–7-es arányban. Párosban is a második körben ejették őket ki. A Rogers Cupon is úgy tűnt, hogy az első fordulóban búcsúzik, ugyanis Morita Ajumival szemben elvesztette az első szettet, és nem játszott jól. A második játszmára viszont feljavult a játéka, megnyerte 6–2-re, és a döntő szettben is győzni tudott. A második körben a szabadkártyás Aleksandra Wozniakot verte meg 6–3, 6–4-re, majd a 6. kiemelt, idei Roland Garros bajnok Li Nát is sima két játszmában múlta felül. A negyeddöntőben az olasz Roberta Vincit búcsúztatta 6–4, 6–1-re, az elődöntőben pedig a 13. kiemelt Agnieszka Radwańskát győzte le 6–2, 5–7, 6–2-es arányban. A döntőt viszont a kiemelés nélküli Serena Williamsszel játszotta, akitől 6–4, 6–2-re kapott ki.
Cincinnatiban is sokáig versenyben maradt. Az első körben megverte Eléni Danjilídút 6–3, 6–1-re. A második körben összejöhetett volna az előző heti torontói döntő, ám Serena Williams visszalépett a tornától sérülés miatt. A harmadik körben megint legyőzte Li Nát, a negyeddöntőben viszont kikapott a 4. kiemelt, későbbi győztes Marija Sarapovától 6–3, 6–2-re.
A US Openen kilencedik kiemeltként indult. Az első fordulóban Sofia Arvidssont 6–2, 6–3-ra, a másodikban Coco Vandeweghét 6–3, 6–4-re győzte le. A harmadik körben a 24. helyen rangsorolt Nagyja Petrovát verte meg 7–6(5), 6–7(5), 7–5-ös arányban (a találkozó 3 óra 16 percig tartott). A negyedik körben is egy orosz teniszezővel játszott, a 25. helyen rangsorolt Marija Kirilenko személyében, akit 6–2, 6–7(15), 6–3-as arányban győzött le. A második szett rövidítése 17–15-ös végeredménnyel zárult, ami rekord hosszúságú tie-breaknek számít bármelyik női Grand Slam-tornán. A rövidítést még izgalmasabbá tette, hogy Kirilenko 5 meccsladbát hárított (ezek során Kirilenko háromszor kérte ki a sólyomszem lehetőséget, és mindháromszor igaza lett, ráadásul ebből kétszer ugyanannál a meccslabdánál). A negyeddöntőben ismét orosz ellenfele volt, ezúttal a 2010-es döntős, 2. kiemelt Vera Zvonarjova, akit 6–3, 6–3-ra vert meg. Az elődöntőben a torna meglepetésemberével, Angelique Kerberrel meccselt, aki azonban Stosurt nem tudta meglepni, és 6–3, 2–6, 6–2-re az ausztrál játékos nyerte meg a mérkőzést. Első alkalommal jutott be a US Open döntőjébe, ahol a 28. kiemelt Serena Williamset, a döntő toronymagas esélyesét verte meg 6–2, 6–3-as arányban. Stosurnak ez volt az első Grand Slam-tornagyőzelme, s ezzel 1973 óta ő lett az első ausztrál teniszezőnő, aki győzni tudott a Flushing Meadowsban, valamint az első ausztrál teniszezőnő, aki Grand Slam-tornát tudott nyerni Evonne Goolagong 1980-as wimbledoni győzelme óta. Stosur a győzelme után azt mondta, hogy: "Olyan módon játszani, ahogy tettem azt a mérkőzés folyamán, hihetetlen érzés".
Tokióban a hatodik kiemelt volt, ennek köszönhetően erőnyerőként nem lépett pályára az első fordulóban. A második körben Marija Kirilenkótól kapott ki 6–2, 4–6, 6–4-es arányban. Pekingben szintén a második fordulóban esett ki, ellenfele ezúttal is Kirilenko volt. Oszakában már nagyobb sikerrel vette az akadályokat, első kiemeltként egészen a döntőig jutott, ott azonban két játszmában vereséget szenvedett Marion Bartolitól. Az év utolsó tornája a világbajnokság volt számára, ahol az elődöntőig sikerült eljutnia. A csoportmérkőzések során először legyőzte Marija Sarapovát, majd kikapott Viktorija Azarankától, végül a Li Na elleni győzelemmel biztosította továbbjutását az elődöntőbe, ott azonban háromszettes vereséget szenvedett Petra Kvitovától. A szezont Stosur a 2010-es évhez hasonlóan a világranglista hatodik helyén fejezte be.

### 2012
Az évet első kiemeltként Brisbane-ben kezdte, ahol az első körben legyőzte Nasztasszja Jakimavát 6–2, 6–3-ra, de a második körben 6–4, 6–2-es arányban kikapott Iveta Benešovától. A következő héten Sydney-ben versenyzett, ahol ötödik kiemelt volt, ám itt az első fordulóban búcsúzott, miután Francesca Schiavone 6–2, 6–4-gyel kiejtette a hazai pályán játszó Stosurt. Az Australian Openen hatodik kiemeltként indult, de nagy meglepetésre már az első körben 7–6(2), 6–3-ra kikapott Sorana Cîrsteától.
A Fed-kupában két győzelemmel melegített a dohai tornára, ahol 3. kiemelt volt. Magas kiemelésének köszönhetően erőnyerő volt az első körben. A másodikban rögtön visszavágott Sorana Cîrsteának egy 6–4, 7–6(5)-os győzelemmel, majd a harmadik fordulóban 6–3, 6–2-vel kiejtette Petra Cetkovskát is. A negyeddöntőben Monica Niculescuval játszott, akit 6–2, 2–6, 6–3-as arányban vert meg. Az elődöntőben 6–3-ra nyerte az első szettet az 5. kiemelt Marion Bartolival szemben, s a francia játékos ezek után feladta a mérkőzést lábszársérülése miatt. A döntőben a világranglista- vezető és első kiemelt Viktorija Azarankával játszott, de a döntőt 6–1, 6–2-re elbukta. Dubajban 4. kiemelt volt, és szintén erőnyerő az első fordulóban. A másodikban megverte Lucie Šafářovát 6–1, 6–7(5), 6–1-re, majd a harmadik fordulóban búcsúzásra kényszerült, miután a 8. kiemelt Jelena Janković 6–4, 6–2-es arányban kiejtette őt.
Indian Wellsben 6. kiemelésének köszönhetően erőnyerő volt az első körben, a másodikban pedig sima két szettben búcsúztatta a hazai Irina Falconit. A harmadik kört viszont nem sikerült túlélnie, a 30. kiemelt Nagyja Petrovától kapott ki 6–1, 6–7(6), 7–6(5)-ös arányban. Miamiban szintén az erőnyerő első kör után a másodikban és a harmadikban megverte nem kiemelt ellenfeleit, de a negyedik kanyarban a 10. helyen rangsorolt Serena Williamstől kapott ki 7–5, 6–3-ra. Charlestonban egészen az elődöntőig jutott, de itt is a fiatalabbik Williamstől kapott ki 6–1, 6–1-es arányban. Stuttgartban is 5. kiemelt volt, és miután az első körben 6–2, 6–2-vel búcsúztatta Peng Suajt, és a másodikban 6–2, 2–6, 6–3-mal ejtette ki a címvédő Julia Görgest, a negyeddöntőben alulmaradt a 2. kiemelt és későbbi bajnok Marija Sarapovával szemben. Madridban, a kéksalakos tornán jól szerepelt, habár egy kiemelttel sem játszott. Petra Martić, Christina McHale és Petra Cetkovská legyőzése után Lucie Hradecká búcsúztatta őt a negyeddöntőben.
Rómában szintén erőnyerő volt az első körben. A második körben felülmúlta a hazai Sara Erranit 6–3, 7–5-tel, majd a következő meccsén kikapott Venus Williamstől 6–4, 6–3-ra. A Roland Garrosnak 6. kiemeltként vágott neki. Az első két körben magabiztos győzelmekkel melegített Elena Baltacha és Irina Falconi ellen, majd az első kiemelt ellenfelét, a 27. helyen rangsorolt Nagyja Petrovát is simán ejtette ki. A negyedik mérkőzésén, Sloane Stephens ellen kicsit nehezebb dolga volt, de végül 7–5, 6–4-re le tudta győzni a fiatal amerikait. A negyeddöntőben a 15. kiemelt Dominika Cibulková volt az ellenfele, akit ismételten simán, 6–4, 6–1-re vert meg. A végállomást ezennel a remek formában lévő, 21. kiemelt Sara Errani jelentette, aki 7–5, 1–6, 6–3-as győzelemmel végül bekerült a döntőbe.

## Grand Slam-döntői

### Egyéni

#### Győzelmei (1)
| Év   | Bajnokság | Ellenfél a döntőben | Döntő eredménye |
| 2011 | US Open   | Serena Williams     | 6–2, 6–3        |

#### Elveszített döntői (1)
| Év   | Bajnokság     | Ellenfél a döntőben | Döntő eredménye |
| 2010 | Roland Garros | Francesca Schiavone | 4–6, 6–7(2)     |

### Páros

#### Győzelmei (4)
| Év   | Helyszín        | Partner      | Ellenfelek a döntőben                   | Eredmény a döntőben |
| 2005 | US Open         | Lisa Raymond | Jelena Gyementyjeva Francesca Schiavone | 6–2, 5–7, 6–3       |
| 2006 | Roland Garros   | Lisa Raymond | Daniela Hantuchová Szugijama Ai         | 6–3, 6–2            |
| 2019 | Australian Open | Csang Suaj   | Babos Tímea Kristina Mladenovic         | 6–3, 6–4            |
| 2021 | US Open         | Csang Suaj   | Cori Gauff Catherine McNally            | 6–3, 3–6, 6–3       |

#### Elveszített döntői (5)
| Év   | Helyszín        | Partner        | Ellenfelek a döntőben            | Eredmény a döntőben |
| 2006 | Australian Open | Lisa Raymond   | Jen Ce Cseng Csie                | 6–2, 6–7(7), 3–6    |
| 2008 | Wimbledon       | Lisa Raymond   | Serena Williams Venus Williams   | 2–6, 2–6            |
| 2008 | US Open         | Lisa Raymond   | Cara Black Liezel Huber          | 3–6, 6–7(6)         |
| 2009 | Wimbledon       | Rennae Stubbs  | Serena Williams Venus Williams   | 6–7(4), 4–6         |
| 2011 | Wimbledon       | Sabine Lisicki | Květa Peschke Katarina Srebotnik | 3–6, 1–6            |

### Vegyes páros

#### Győzelmei (3)
| Év   | Helyszín        | Partner        | Ellenfelek a döntőben         | Eredmény a döntőben |
| 2005 | Australian Open | Scott Draper   | Liezel Huber Kevin Ullyett    | 6–2, 2–6, [10–6]    |
| 2008 | Wimbledon       | Bob Bryan      | Katarina Srebotnik Mike Bryan | 7–5, 6–4            |
| 2014 | Wimbledon       | Nenad Zimonjić | Max Mirni Csan Hao-csing      | 6–4, 6–2            |

#### Elveszített döntői (2)
| Év   | Helyszín        | Partner       | Ellenfelek a döntőben         | Eredmény a döntőben |
| 2021 | Australian Open | Matthew Ebden | Barbora Krejčíková Rajeev Ram | 1–6, 4–6            |
| 2022 | Wimbledon       | Matthew Ebden | Neal Skupski Desirae Krawczyk | 4–6, 3–6            |

## Eredményei Grand Slam-tornákon

### Egyéniben
| Grand Slam | Australian Open | Australian Open       | Roland Garros | Roland Garros        | Wimbledon | Wimbledon          | US Open     | US Open            |
| Év         | Eredmény        | Utolsó ellenfél       | Eredmény      | Utolsó ellenfél      | Eredmény  | Utolsó ellenfél    | Eredmény    | Utolsó ellenfél    |
| 2003       | 3. kör          | Daniela Hantuchová    | –             | –                    | 1. kör    | Lindsay Davenport  | –           | –                  |
| 2004       | 2. kör          | Kapros Anikó          | 1. kör        | Anna-Lena Grönefeld  | 1. kör    | Vera Zvonarjova    | 2. kör      | Nagyja Petrova     |
| 2005       | 1. kör          | Amélie Mauresmo       | 2. kör        | Nathalie Dechy       | 1. kör    | Michaela Paštiková | 1. kör      | Szun Tien-tien     |
| 2006       | 4. kör          | Martina Hingis        | 1. kör        | Ana Ivanović         | 2. kör    | Amélie Mauresmo    | 1. kör      | Lucie Šafářová     |
| 2007       | 2. kör          | Jelena Kostanić Tošić | 3. kör        | Nicole Vaidišová     | 2. kör    | Milagros Sequera   | 1. kör      | Alizé Cornet       |
| 2008       | –               | –                     | 2. kör        | Petra Kvitová        | 2. kör    | Nicole Vaidišová   | 1. kör      | Venus Williams     |
| 2009       | 3. kör          | Jelena Gyementyjeva   | Elődöntő      | Szvetlana Kuznyecova | 3. kör    | Ana Ivanović       | 2. kör      | Vania King         |
| 2010       | 3. kör          | Serena Williams       | Döntő         | Francesca Schiavone  | 1. kör    | Kaia Kanepi        | Negyeddöntő | Kim Clijsters      |
| 2011       | 3. kör          | Petra Kvitová         | 3. kör        | Gisela Dulko         | 1. kör    | Czink Melinda      | Győzelem    | Serena Williams    |
| 2012       | 1. kör          | Sorana Cîrstea        | Elődöntő      | Sara Errani          | 2. kör    | Arantxa Rus        | Negyeddöntő | Viktorija Azaranka |
| 2013       | 2. kör          | Cseng Csie            | 3. kör        | Jelena Janković      | 3. kör    | Sabine Lisicki     | 1. kör      | Victoria Duval     |
| 2014       | 3. kör          | Ana Ivanović          | 4. kör        | Marija Sarapova      | 1. kör    | Yanina Wickmayer   | 2. kör      | Kaia Kanepi        |
| 2015       | 2. kör          | Coco Vandeweghe       | 3. kör        | Marija Sarapova      | 3. kör    | Coco Vandeweghe    | 4. kör      | Flavia Pennetta    |
| 2016       | 2. kör          | Kristýna Plíšková     | Elődöntő      | Garbiñe Muguruza     | 2. kör    | Sabine Lisicki     | 2. kör      | Csang Suaj         |
| 2017       | 1. kör          | Heather Watson        | 4. kör        | Jeļena Ostapenko     | –         | –                  | –           | –                  |
| 2018       | 1. kör          | Mónica Puig           | 3. kör        | Garbiñe Muguruza     | 2. kör    | Daria Gavrilova    | 1. kör      | Caroline Wozniacki |
| 2019       | 1. kör          | D Jasztremszka        | 2. kör        | J Alekszandrova      | 1. kör    | C Suárez Navarro   | 1. kör      | J Alekszandrova    |
| 2020       | 1. kör          | Catherine McNally     | –             | –                    | elmaradt  | elmaradt           | –           | –                  |
| 2021       | 2. kör          | Jessica Pegula        | –             | –                    | 1. kör    | Shelby Rogers      | 1. kör      | Anett Kontaveit    |
| 2020       | 2. kör          | A Pavljucsenkova      | –             | –                    | –         | –                  | –           | –                  |

### Párosban
| Grand Slam | Australian Open        | Australian Open                   | Roland Garros             | Roland Garros                       | Wimbledon                 | Wimbledon                            | US Open                | US Open                             |
| Év         | Eredmény Partner       | Utolsó ellenfél                   | Eredmény Partner          | Utolsó ellenfél                     | Eredmény Partner          | Utolsó ellenfél                      | Eredmény Partner       | Utolsó ellenfél                     |
| 2004       | –                      | –                                 | 3. kör Bryanne Stewart    | M. Navratilova L. Raymond           | –                         | –                                    | 3. kör Bryanne Stewart | M. Navratilova L. Raymond           |
| 2005       | 2. kör Bryanne Stewart | V. Zvonarjova A. Miskina          | 3. kör Bryanne Stewart    | P. Schnyder C. Morariu              | Elődöntő Bryanne Stewart  | C. Black L. Huber                    | Győztes Lisa Raymond   | J. Gyementyjeva F. Pennetta         |
| 2006       | Döntő Lisa Raymond     | J. Ce Cseng Csie                  | Győztes Lisa Raymond      | D. Hantuchová Szugijama Ai          | 3. kör Lisa Raymond       | V. R. Pascual P. Suárez              | Elődöntő Lisa Raymond  | K. Srebotnik Gy. Szafina            |
| 2007       | Elődöntő Lisa Raymond  | C. Black L. Huber                 | Elődöntő Lisa Raymond     | K. Srebotnik Szugijama Ai           | Elődöntő Lisa Raymond     | K. Srebotnik Szugijama Ai            | 3. kör Lisa Raymond    | B. Mattek-Sands S. Mirza            |
| 2008       | –                      | –                                 | 3. kör Lisa Raymond       | N. Ll. Vives M. J. Martínez Sanchez | Döntő Lisa Raymond        | S. Williams V. Williams              | Döntő Lisa Raymond     | L. Huber C. Black                   |
| 2009       | 3. kör Rennae Stubbs   | S. Williams V. Williams           | 3. kör Rennae Stubbs      | J. Ce Cseng Csie                    | Döntő Rennae Stubbs       | S. Williams V. Williams              | Elődöntő Rennae Stubbs | C. Black L. Huber                   |
| 2010       | 1. kör Nagyja Petrova  | V. Dusevina A. Rodionova          | 3. kör Nagyja Petrova     | A. Bondarenko K. Bondarenko         | 3. kör Nagyja Petrova     | V. King J. Svedova                   | –                      | –                                   |
| 2011       | –                      | –                                 | –                         | –                                   | Döntő Sabine Lisicki      | K. Peschke K. Srebotnik              | 1. kör Sabine Lisicki  | E. Danjilídu P. Hercog              |
| 2012       | –                      | –                                 | 1. kör Julia Görges       | J. Makarova J. Vesznyina            | 2. kör Casey Dellacqua    | Liezel Huber Lisa Raymond            | –                      | –                                   |
| 2013       | 2. kör Julia Görges    | Varvara Lepchenko Cseng Szaj-szaj | 3. kör F Schiavone        | Cara Black Marina Eraković          | 1. kör F Schiavone        | Lisa Raymond Laura Robson            | 2. kör Sz. Kuznyecova  | Hszie Su-vej Peng Suaj              |
| 2014       | 2. kör Sz. Kuznyecova  | Alizé Cornet Caroline Garcia      | 1. kör Sz. Kuznyecova     | Hszie Su-vej Peng Suaj              | 3. kör Flavia Pennetta    | Lucie Hradecká Michaëlla Krajicek    | –                      | –                                   |
| 2015       | 3. kör Sz. Kuznyecova  | Kiki Bertens Johanna Larsson      | 3. kör Daniela Hantuchová | Michaëlla Krajicek Barbora Strýcová | 2. kör Daniela Hantuchová | Casey Dellacqua J. Svedova           | 1. kör Sz. Kuznyecova  | Anna-Lena Grönefeld Coco Vandeweghe |
| 2016       | 2. kör J. Svedova      | Vania King A. Kudrjavceva         | 1. kör Csang Suaj         | J. Makarova J. Vesznyina            | –                         | –                                    | 2. kör Csang Suaj      | J. Makarova J. Vesznyina            |
| 2017       | 2. kör Csang Suaj      | Szánija Mirza Barbora Strýcová    | 1. kör Csang Suaj         | Gabriela Dabrowski Hszü Ji-fan      | –                         | –                                    | –                      | –                                   |
| 2018       | –                      | –                                 | 2. kör A Pavljucsenkova   | A Hlaváčková Barbora Strýcová       | 1. kör A Pavljucsenkova   | Nagyija Kicsenok Anastasia Rodionova | Elődöntő Csang Suaj    | Babos Tímea Kristina Mladenovic     |
| 2019       | Győztes Csang Suaj     | Babos Tímea Kristina Mladenovic   | Negyeddöntő Csang Suaj    | Babos Tímea Kristina Mladenovic     | 2. kör Csang Suaj         | Danielle Collins B Mattek-Sands      | 1. kör Csang Suaj      | Danielle Collins Ellen Perez        |
| 2020       | 1. kör Ellen Perez     | Lara Arruabarrena Unsz Dzsábir    | –                         | –                                   | elmaradt                  | elmaradt                             | –                      | –                                   |
| 2021       | 1. kör Csang Suaj      | Leylah Fernandez Heather Watson   | –                         | –                                   | 1. kör Coco Vandeweghe    | Anna Kalinszkaja Julija Putyinceva   | Győztes Csang Suaj     | Cori Gauff Csang Suaj               |
| 2022       | 2. kör Csang Suaj      | Magda Linette Bernarda Pera       | 3. kör Latisha Chan       | Maryna Zanevska K Zimmermann        | 1. kör Latisha Chan       | Aliona Bolsova Ingrid Neel           | 1. kör Latisha Chan    | Miyu Kato Aldila Sutjiadi           |
| 2023       | 1. kör Alizé Cornet    | Csan Hao-csing Jang Csao-hszüan   |                           |                                     |                           |                                      |                        |                                     |

## WTA-döntői

### Egyéni

#### Győzelmei (9)
| Összesítés            |                               |
| Grand Slam-torna (1)  |                               |
| Premier Mandatory (0) | WTA 1000 (mandatory)* (0)     |
| Premier Five (0)      | WTA 1000 (non-mandatory)* (0) |
| Premier (2)           | WTA 500* (0)                  |
| International (6)     | WTA 250* (0)                  |

*2021-től megváltozott a tornák kategóriáinak elnevezése.
|    | Dátum                | Torna                                    | Borítás    | Ellenfél a döntőben | Döntő eredménye  |
| 1. | 2009. október 18.    | HP Open, Oszaka                          | Kemény     | Francesca Schiavone | 7–5, 6–1         |
| 2. | 2010. április 18.    | Family Circle Cup, Charleston            | Zöld salak | Vera Zvonarjova     | 6–0, 6–3         |
| 3. | 2011. szeptember 11. | US Open, New York                        | Kemény     | Serena Williams     | 6–2, 6–3         |
| 4. | 2013. augusztus 4.   | Mercury Insurance Open, Carlsbad         | Kemény     | Viktorija Azaranka  | 6–2, 6–3         |
| 5. | 2013. október 13.    | HP Open, Oszaka                          | Kemény     | Eugenie Bouchard    | 3–6, 7–5, 6–2    |
| 6. | 2014. október 12.    | HP Open, Oszaka                          | Kemény     | Sarina Dijas        | 7–6(7), 6–3      |
| 7. | 2015. május 23.      | Internationaux de Strasbourg, Strasbourg | Salak      | Kristina Mladenovic | 3–6, 6–2, 6–3    |
| 8. | 2015. július 26.     | Gastein Ladies, Bad Gastein              | Salak      | Karin Knapp         | 3–6, 7–6(3), 6–2 |
| 9. | 2017. május 27.      | Internationaux de Strasbourg, Strasbourg | Salak      | Daria Gavrilova     | 5–7, 6–4, 6–3    |

#### Elveszített döntői (16)
|     | Dátum                | Torna                                        | Borítás    | Ellenfél a döntőben | Döntő eredménye  | Döntő eredménye |
| 1.  | 2005. január 8.      | Uncle Tobys Hardcourts, Gold Coast           | Kemény     | Patty Schnyder      | 6–1, 3–6, 5–7    |                 |
| 2.  | 2005. január 15.     | Medibank International, Sydney               | Kemény     | Alicia Molik        | 7–6(5), 4–6, 5–7 |                 |
| 3.  | 2006. május 14.      | ECM Prague Open, Prága                       | Salak      | Sahar Peér          | 6–4, 2–6, 1–6    |                 |
| 4.  | 2008. szeptember 28. | Hansol Korea Open, Szöul                     | Kemény     | Marija Kirilenko    | 6–2, 1–6, 4–6    |                 |
| 5.  | 2009. augusztus 9.   | LA Women’s Tennis Championships, Los Angeles | Kemény     | Flavia Pennetta     | 4–6, 3–6         |                 |
| 6.  | 2010. május 2.       | Porsche Tennis Grand Prix, Stuttgart         | Salak      | Justine Henin       | 4–6, 6–2, 1–6    |                 |
| 7.  | 2010. június 5.      | Roland Garros, Párizs                        | Salak      | Francesca Schiavone | 4–6, 6–7(2)      | (részletek)     |
| 8.  | 2011. május 15.      | Internazionali BNL d'Italia, Róma            | Salak      | Marija Sarapova     | 2–6, 4–6         |                 |
| 9.  | 2011. augusztus 14.  | Rogers Cup, Toronto                          | Kemény     | Serena Williams     | 4–6, 2–6         |                 |
| 10. | 2011. október 16.    | HP Open, Oszaka                              | Kemény     | Marion Bartoli      | 3–6, 1–6         |                 |
| 11. | 2012. február 19.    | Qatar Total Open, Doha                       | Kemény     | Viktorija Azaranka  | 1–6, 2–6         | (részletek)     |
| 12. | 2012. október 21.    | Kreml Kupa, Moszkva                          | Kemény (f) | Caroline Wozniacki  | 2–6, 6–4, 5–7    | (részletek)     |
| 13. | 2013. október 20.    | Kreml Kupa, Moszkva                          | Kemény (f) | Simona Halep        | 6–7(1), 2–6      |                 |
| 14. | 2013. november 3.    | WTA Tournament of Champions, Szófia          | Kemény (f) | Simona Halep        | 6–2, 2–6, 2–6    |                 |
| 15. | 2016. április 30.    | Sparta Prague Open, Prága                    | Salak      | Lucie Šafářová      | 6–3, 1–6, 4–6    |                 |
| 16. | 2019. szeptember 21. | Guangzhou Open, Kanton                       | Kemény     | Sofia Kenin         | 7–6(4), 4–6, 2–6 |                 |

### Páros

#### Győzelmei (28)
| Összesítés           |                        |                                |
| Grand Slam-torna (4) |                        |                                |
| Tier I (9)           | Premier Mandatory* (0) | WTA 1000 (mandatory)** (0)     |
| Tier II (7)          | Premier Five* (0)      | WTA 1000 (non-mandatory)** (1) |
| Tier III (2)         | Premier* (2)           | WTA 500** (0)                  |
| Tier IV (0)          | International* (1)     | WTA 250** (0)                  |
| Tier V (0)           | Challenger* (0)        |                                |
| WTA Finals (2)       |                        |                                |

- * 2009-től megváltozott a tornák rendszere. Az egymás mellett azonos színnel jelölt tornatípusok között nincs teljes mértékű megfelelés.
- **2021-től megváltozott a tornák kategóriáinak elnevezése.

|     | Dátum                | Torna                                          | Borítás         | Partner              | Ellenfél a döntőben                        | Döntő eredménye  |
| 1.  | 2005. január 15.     | Medibank International, Sydney                 | Kemény          | Bryanne Stewart      | Jelena Gyementyjeva Szugijama Ai           | feladták         |
| 2.  | 2005. április 4.     | Bausch & Lomb Championships, Ponte Vedra Beach | Zöld salak      | Bryanne Stewart      | Květa Peschke Patty Schnyder               | 6–4, 6–2         |
| 3.  | 2005. augusztus 22.  | Pilot Pen Tennis, New Haven                    | Kemény          | Lisa Raymond         | Gisela Dulko Marija Kirilenko              | 6–2, 6–7(6), 6–1 |
| 4.  | 2005. szeptember 11. | US Open, New York                              | Kemény          | Lisa Raymond         | Jelena Gyementyjeva Francesca Schiavone    | 6–2, 5–7, 6–3    |
| 5.  | 2005. szeptember 26. | Fortis Championships Luxembourg, Luxemburg     | Kemény (fedett) | Lisa Raymond         | Cara Black Rennae Stubbs                   | 7–5, 6–1         |
| 6.  | 2005. október 16.    | Kremlin Cup, Moszkva                           | Kemény (fedett) | Lisa Raymond         | Cara Black Rennae Stubbs                   | 6–2, 6–4         |
| 7.  | 2005. november 13.   | WTA Tour Championships, Los Angeles            | Salak           | Lisa Raymond         | Cara Black Rennae Stubbs                   | 6–7(5), 7–5, 6–4 |
| 8.  | 2006. február 5.     | Toray Pan Pacific Open, Tokió                  | Kemény (fedett) | Lisa Raymond         | Cara Black Rennae Stubbs                   | 6–2, 6–1         |
| 9.  | 2006. február 26.    | Cellular South Cup, Memphis                    | Kemény (fedett) | Lisa Raymond         | Viktorija Azaranka Caroline Wozniacki      | 7–6(2), 6–3      |
| 10. | 2006. március 19.    | Pacific Life Open, Indian Wells                | Kemény          | Lisa Raymond         | Virginia Ruano Pascual Meghann Shaughnessy | 6–2, 7–5         |
| 11. | 2006. április 2.     | NASDAQ-100 Open, Miami                         | Kemény          | Lisa Raymond         | Liezel Huber Martina Navratilova           | 6–4, 7–5         |
| 12. | 2006. április 16.    | Family Circle Cup, Charleston                  | Kemény          | Lisa Raymond         | Virginia Ruano Pascual Meghann Shaughnessy | 3–6, 6–1, 6–1    |
| 13. | 2006. június 11.     | Roland Garros, Párizs                          | Salak           | Lisa Raymond         | Daniela Hantuchová Szugijama Ai            | 6–3, 6–2         |
| 14. | 2006. október 8.     | Porsche Tennis Grand Prix, Stuttgart           | Kemény (fedett) | Lisa Raymond         | Cara Black Rennae Stubbs                   | 6–3, 6–4         |
| 15. | 2006. október 29.    | Generali Ladies Linz, Linz                     | Kemény (fedett) | Lisa Raymond         | Corina Morariu Katarina Srebotnik          | 6–3, 6–0         |
| 16. | 2006. november 5.    | Gaz de France Stars, Hasselt                   | Kemény (fedett) | Lisa Raymond         | Eléni Danjilídu Jasmin Wöhr                | 6–2, 6–3         |
| 17. | 2006. november 12.   | WTA Tour Championships, Madrid                 | Kemény          | Lisa Raymond         | Cara Black Rennae Stubbs                   | 3–6, 6–3, 6–3    |
| 18. | 2007. február 4.     | Toray Pan Pacific Open, Tokió                  | Kemény (fedett) | Lisa Raymond         | Vania King Rennae Stubbs                   | 7–6(6), 3–6, 7–5 |
| 19. | 2007. március 18.    | Pacific Life Open, Indian Wells                | Kemény          | Lisa Raymond         | Csan Jung-zsan Csuang Csia-zsung           | 6–3, 7–5         |
| 20. | 2007. április 1.     | Sony Ericsson Open, Miami                      | Kemény          | Lisa Raymond         | Cara Black Liezel Huber                    | 6–4, 3–6, 10–2   |
| 21. | 2007. május 13.      | Qatar Telecom German Open, Berlin              | Salak           | Lisa Raymond         | Tathiana Garbin Roberta Vinci              | 6–3, 6–4         |
| 22. | 2007. június 24.     | AEGON International, Eastbourne                | Fű              | Lisa Raymond         | Květa Peschke Rennae Stubbs                | 6–7(5), 6–4, 6–3 |
| 23. | 2011. április 24.    | Porsche Tennis Grand Prix, Stuttgart           | Salak (fedett)  | Sabine Lisicki       | Jasmin Wöhr Kristina Barrois               | 6–1, 7–6(5)      |
| 24. | 2013. október 20.    | Kreml Kupa, Moszkva                            | Kemény (fedett) | Szvetlana Kuznyecova | Alla Kudrjavceva Anastasia Rodionova       | 6–1, 1–6, [10–8] |
| 25. | 2018. október 14.    | Hong Kong Open, Hongkong                       | Kemény          | Csang Suaj           | Aojama Súko Lidzija Marozava               | 6–4, 6–4         |
| 26. | 2019. január 25.     | Australian Open, Melbourne                     | Kemény          | Csang Suaj           | Babos Tímea Kristina Mladenovic            | 6–3, 6–4         |
| 27. | 2021. augusztus 22.  | Cincinnati Open, Mason                         | Kemény          | Csang Suaj           | Gabriela Dabrowski Luisa Stefani           | 7–5, 6–3         |
| 28. | 2021. szeptember 12. | US Open, New York                              | Kemény          | Csang Suaj           | Cori Gauff Catherine McNally               | 6–3, 3–6, 6–3    |

#### Elveszített döntői (15)
|     | Dátum                | Torna                               | Borítás         | Partner        | Ellenfél a döntőben                    | Döntő eredménye  |
| 1.  | 2004. november 7.    | Bell Challenge, Québec City         | Kemény (fedett) | Els Callens    | Carly Gullickson María Emilia Salerni  | 5–7, 5–7         |
| 2.  | 2006. január 29.     | Australian Open, Melbourne          | Kemény          | Lisa Raymond   | Jen Ce Cseng Csie                      | 6–2, 6–7(7), 3–6 |
| 3.  | 2007. november 6.    | Advanta Championships, Philadelphia | Kemény (fedett) | Lisa Raymond   | Cara Black Rennae Stubbs               | 4–6, 6–7(4)      |
| 4.  | 2008. augusztus 26.  | Pilot Pen Tennis, New Haven         | Kemény          | Lisa Raymond   | Jen Ce Cseng Csie                      | 4–6, 2–6         |
| 5.  | 2008. július 6.      | Wimbledon, London                   | Fű              | Lisa Raymond   | Serena Williams Venus Williams         | 2–6, 2–6         |
| 6.  | 2008. szeptember 7.  | US Open, New York                   | Kemény          | Lisa Raymond   | Cara Black Liezel Huber                | 3–6, 6–7(6)      |
| 7.  | 2008. szeptember 21. | Toray Pan Pacific Open, Tokió       | Kemény          | Lisa Raymond   | Vania King Nagyja Petrova              | 1–6, 4–6         |
| 8.  | 2009. június 20.     | AEGON International, Eastbourne     | Fű              | Rennae Stubbs  | Akgul Amanmuradova Szugijama Ai        | 4–6, 3–6         |
| 9.  | 2009. július 4.      | Wimbledon, London                   | Fű              | Rennae Stubbs  | Serena Williams Venus Williams         | 6–7(4), 4–6      |
| 10. | 2009. augusztus 23.  | Rogers Cup, Toronto                 | Kemény          | Rennae Stubbs  | Nuria Ll. Vives M. J. Martínez Sánchez | 6–2, 5–7, [9–11] |
| 11. | 2010. március 20.    | BNP Paribas Open, Indian Wells      | Kemény          | Nagyja Petrova | Květa Peschke Katarina Srebotnik       | 4–6, 6–2, [5–10] |
| 12. | 2010. április 3.     | Sony Ericsson Open, Miami           | Kemény          | Nagyja Petrova | Gisela Dulko Flavia Pennetta           | 3–6, 6–4, [7–10] |
| 13. | 2011. július 2.      | Wimbledon, London                   | Fű              | Sabine Lisicki | Květa Peschke Katarina Srebotnik       | 3–6, 1–6         |
| 14. | 2013. október 13.    | HP Open, Oszaka                     | Kemény          | Csang Suaj     | Kristina Mladenovic Flavia Pennetta    | 4–6, 3–6         |
| 15. | 2019. március 31.    | Miami Open, Miami                   | Kemény          | Csang Suaj     | Elise Mertens Arina Szabalenka         | 6–7(5), 2–6      |

## Év végi világranglista-helyezései
| Év     | 2000 | 2001 | 2002 | 2003 | 2004 | 2005 | 2006 | 2007 | 2008 | 2009 | 2010 | 2011 | 2012 | 2013 | 2014 | 2015 | 2016 | 2017 | 2018 | 2019 | 2020 | 2021 | 2022 |
| Egyéni | 682. | 276. | 265. | 153. | 65.  | 46.  | 29.  | 47.  | 52.  | 13.  | 6.   | 6.   | 9.   | 18.  | 23.  | 27.  | 21.  | 41.  | 72.  | 96.  | 112. | 378. | 539. |
| Páros  | 292. | 292. | 131. | 141. | 53.  | 2.   | 1.   | 5.   | 14.  | 7.   | 35.  | 33.  | 107. | 47.  | 67.  | 62.  | 124. | 98.  | 69.  | 12.  | 31.  | 16.  | 113. |